# Luzarida
Luzarida is een geslacht van rechtvleugeligen uit de familie krekels (Gryllidae). De wetenschappelijke naam van dit geslacht is voor het eerst geldig gepubliceerd in 1928 door Hebard.

## Soorten
Het geslacht Luzarida omvat de volgende soorten:
- Luzarida annuliger Hebard, 1928
- Luzarida gracilior Hebard, 1928
- Luzarida grandis Desutter-Grandcolas, 1992
- Luzarida guyana Desutter-Grandcolas, 1992
- Luzarida lata Gorochov, 2011
- Luzarida pulla Hebard, 1928
- Luzarida recondita Nischk & Otte, 2000